# Der Schwächste fliegt
Der Schwächste fliegt! war eine Spielshow, die bei RTL von 2001 bis 2002 ausgestrahlt und von Sonja Zietlow moderiert wurde. Sie basierte auf der britischen Sendung The Weakest Link mit Anne Robinson.

## Spielprinzip
Neun Kandidaten bekommen nacheinander je eine Frage gestellt, die sie beantworten müssen. Die Kandidaten bekommen für jede richtig beantwortete Frage Punkte. Bevor sie die Frage gestellt bekommen, können sie „blocken“, um Punkte zu sichern. In der Herbststaffel 2001 wurde das Wort „blocken“ durch das Wort „Bank“ ersetzt, das auch im britischen Original verwendet wird. Nach jeder Runde müssen alle Kandidaten den Namen des ihrer Meinung nach schlechtesten Mitstreiters auf ein Schild schreiben. Derjenige, der am häufigsten genannt wird, muss das Spiel verlassen. Werden mehrere Kandidaten gleich oft genannt, entscheidet der Rundenstärkste, welcher Kandidat das Spiel verlassen muss, nach dem Rauswurf darf der Kandidat noch ein paar Schlussworte sagen, am Ende bleiben zwei Kandidaten übrig, die im Finale gegeneinander um die erspielten Punkte kämpfen.

## Gewinnpunkte
| 2001     | 2001 (Herbststaffel) | 2002    |
| -------- | -------------------- | ------- |
| DM 5.000 | DM 5.000             | € 5.000 |
| DM 3.000 | DM 4.000             | € 3.000 |
| DM 2.000 | DM 3.000             | € 1.500 |
| DM 1.000 | DM 2.000             | € 800   |
| DM 500   | DM 1.250             | € 500   |
| DM 400   | DM 750               | € 250   |
| DM 300   | DM 350               | € 150   |
| DM 200   | DM 150               | € 75    |
| DM 100   | DM 50                | € 25    |

## Britisches Original und internationale Ableger
Der Name der Originalsendung, die bis Februar 2008 auf BBC Two zu sehen war und seitdem auf BBC One läuft, ist The Weakest Link und müsste mit Das schwächste Glied (der Kette) übersetzt werden. Mit diesem Titel wird verdeutlicht, dass die einzelnen Teilnehmer jeweils wie die Glieder einer Kette funktionieren, die nur so stark ist wie ihr schwächstes Glied, weshalb die Teams sich von ebendiesem schwächsten Glied trennen müssen. Diese Team-Auffassung steht im Kontrast zu modernen Auffassungen von Team-Geist – wo den Schwachen geholfen wird – und soll für die notwendigen menschlichen Spannungen unter den Mitstreitern sorgen.
Der große Erfolg des britischen Originals führte dazu, dass die Sendung in das Fernsehprogramm von mehr als 40 Ländern adaptiert wurde. Sehr häufig wurde, wie in der britischen Version, eine Moderatorin eingesetzt, die schwarz gekleidet war und die Kandidaten unhöflich behandelte. Trotz des großen internationalen Erfolgs waren die Einschaltquoten nur in wenigen Ländern, wie z. B. Kroatien, Frankreich, Mexiko, den Niederlanden und Russland, gut. An den Erfolg des britischen Originals konnte kein internationaler Ableger anknüpfen. In vielen Ländern wurde die Sendung bereits nach einem Jahr Laufzeit abgesetzt.

## Umgang mit den Kandidaten und Kritik
Im Gegensatz zu anderen Quizformaten wirkte die Atmosphäre während der Show, insbesondere aufgrund des Verhaltens der Moderatorin, eher kühl bis feindselig.
Auf jede richtig beantwortete Frage reagierte Zietlow, die in der Regel dunkel gekleidet war, mit einem harschen „Korrrrrrrekt!“. Das Ende einer Runde und die Wahl des schwächsten Kandidaten kommentierte sie mit abwertenden Sprüchen wie „Da wollen wir doch mal sehen, wer unsere kostbare Studioluft lang genug weggeatmet hat“ oder „In wessen Kopf steckt weniger Hirn als in einer Dose Chappi“. Nachdem der Rausgewählte feststand, folgte der obligatorische Spruch „(Name des Kandidaten), du bist der Schwächste, du fliegst und tschüss“.
Die verbale Demütigung der Kandidaten durch Zietlow wurde medial kritisiert. Der Tagesspiegel resümierte, die Moderatorin sei „zur Domina mutiert, die ihre Kandidaten mit strenger Miene“ überwache und die Show wolle „Darwin spielen“.
Nachdem die Einschaltquoten bis zum  Herbst 2001 deutlich zurückgegangen waren, begann sie, die Kandidaten freundlich zu behandeln, obwohl das nicht mit dem Spielprinzip übereinstimmte. Da sich die Einschaltquoten dadurch nicht erhöhten, wurde ein weiterer Versuch unternommen, diese zu verbessern, indem das Studio für ein Publikum umgebaut wurde. Als auch dies keine Wirkung zeigte, wurde die Sendung im März 2002 abgesetzt.

## Trivia
Die aufgezeichnete Ausgabe des 11. September 2001 wurde durch ein Schwarzbild unterbrochen, um die Live-Berichterstattung des Senders RTL Television über die Terroranschläge auf das World Trade Center zu zeigen, auch andere Quizsendungen wie Ca$h – Das Eine-Million-Mark-Quiz (ZDF) und Speed - Time is Money (ProSieben) wurden an diesem Tag nicht gezeigt. 
Aufgrund des hohen Spieltempos und der daraus folgenden geringen Bedenkzeit kam es nicht selten zu kuriosen Antworten auf einfache Fragen aus dem unteren Gewinnbereich. Der Entertainer Stefan Raab sammelte in seiner Late-Night-Show TV total viele dieser Antworten in der Rubrik Der Schwächste fliegt – Superbrain.